# Теран, Томас
Томас Теран (исп. Tomás Terán; 1 июня 1896 года, Валенсия — 1964, Рио-де-Жанейро) — испанско-бразильский пианист.
Известен как друг и сподвижник Эйтора Вилла-Лобоса. Познакомившись с композитором в Париже в 1923 году (и вскоре представив его Андресу Сеговии — это знакомство значительно повлияло на дальнейшее гитарное творчество Вилла-Лобоса), он на всю жизнь вошёл в круг ведущих исполнителей и пропагандистов творчества бразильского классика. В начале 1930-х по предложению Вилла-Лобоса Теран переселился в Бразилию, где вёл обширную исполнительскую и преподавательскую деятельность (среди его учеников, в частности, Арналду Эстрела, Том Жобин). Вилла-Лобос посвятил Терану Чорос № 8 и прелюдию Четвёртой Бразильской бахианы. Терану принадлежат фортепианные переложения ряда гитарных сочинений композитора.
Признание завоевало также фортепианное трио с участием Терана, Оскара Боргерта и Ибере Гомеса Гроссо, активное в 1930-е гг.